# الغزو العثماني لبلاد فارس (1906)
حدث غزو عثماني لبلاد فارس في أواخر أغسطس 1906 بناء على أوامر من والي بغداد. لقد شنت قوات عثمانية من 500 مجند مسيرة من بانه في بلاد لوريستان الفارسية ومقاطعات السيفي ومالخاتوي وبغاسي وحرقت المحاصيل على طول الطريق. كما أُجبر مواطنو خناكين على أخذ جوازات سفر عثمانية والتسجيل في الجيش العثماني. في 24 أغسطس، بعد احتجت الحكومة الفارسية، قال القائد العثماني في بان إنه ليس لديه أمر بالانسحاب، وبعد يومين كان العثمانيون يجمعون الضرائب بالقرب من أوروميا. في 8 سبتمبر، احتل العثمانيون جانكاتشين ومنطقة بارادوسل. احتلت القوات العثمانية فيما بعد قطاعًا من الأراضي يمتد من نقطة جنوب غرب سجبولك إلى نقطة غرب خوي. تم طرد العثمانيين في النهاية من بلاد فارس من قبل الجيش الإمبراطوري الروسي في عام 1911.